# Gálata moribundo

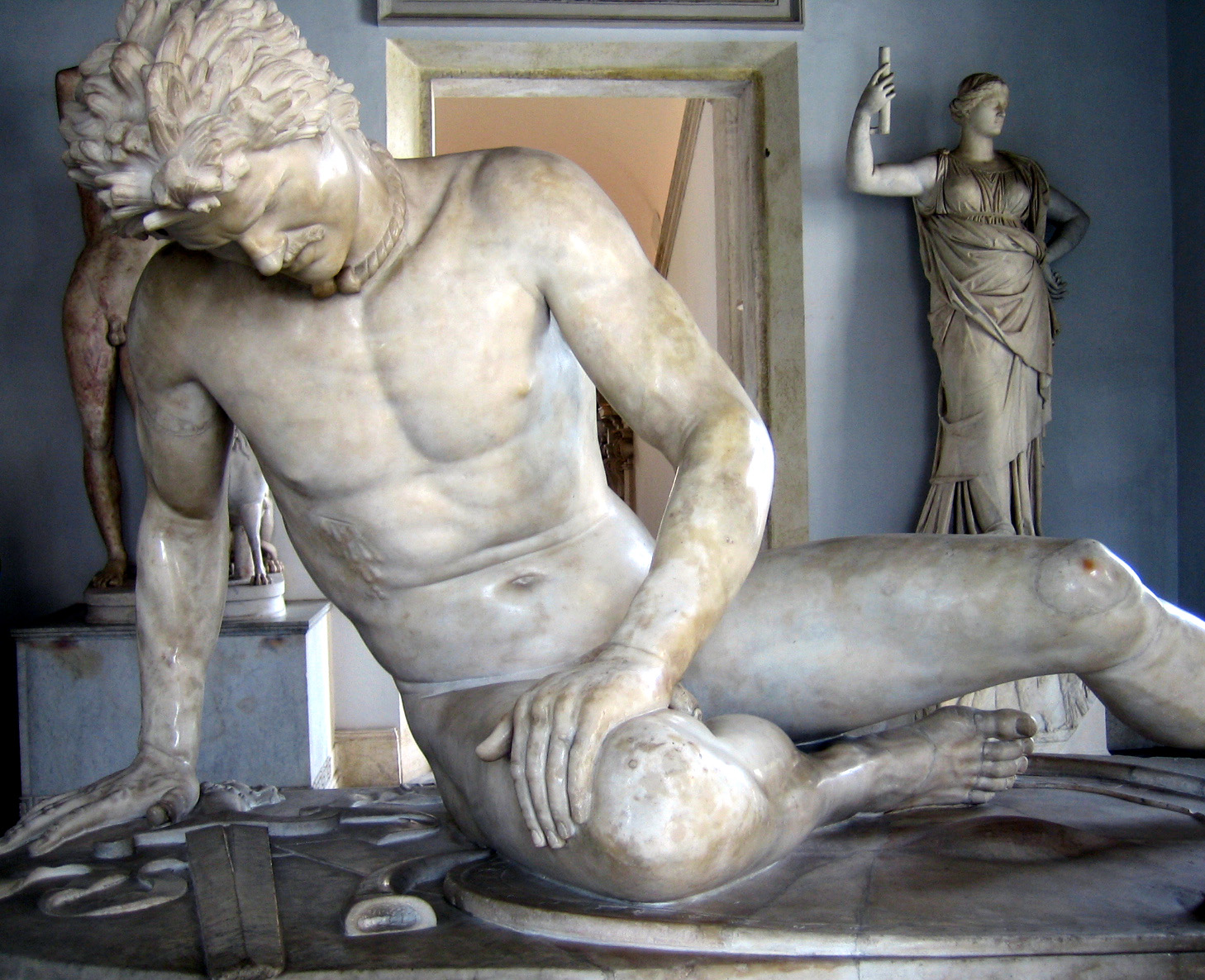
El Gálata moribundo, una copia romana en mármol de una obra helenística del Museos Capitolinos, Roma.

El Gálata moribundo (en italiano: Galata morente) es una antigua copia romana en mármol de una estatua griega ya desaparecida, probablemente hecha en bronce, que fue encargada entre 230 y 220 a. C. por Átalo I de Pérgamo para conmemorar la victoria sobre los gálatas. La identidad del escultor se desconoce, pero algunos sugieren que pudo haber sido Epígonas (Epígono), el escultor de la corte de la dinastía atálida. Se cree que fue descubierta a principios del siglo XVII durante las excavaciones de los cimientos de la Villa Ludovisi (Jardines de Salustio en la Antigüedad), encargadas por el cardenal Ludovico Ludovisi, sobrino del papa Gregorio XV. La base sobre la que se apoya actualmente fue añadida tras su redescubrimiento. 
La estatua muestra a un celta moribundo con gran realismo, especialmente en la cara, y es posible que estuviera pintado. Representa a un guerrero con cabellera y bigote al estilo galo. La figura está completamente desnuda excepto por un torque al cuello. Aparece representado luchando contra la muerte, negándose a aceptar su destino. La estatua sirve como recordatorio de la derrota celta, mostrando así la superioridad de la gente que los venció, y como memorial a la valentía de tan dignos adversarios. Si no tenemos en cuenta el hecho de la representación desnuda de héroes en el arte helenístico, podría ser una evidencia que corroborase los relatos sobre el estilo de lucha de los galos. Los historiadores cuentan que los gesates luchaban desnudos en las batallas del valle del Po en Italia, durante las guerras cisalpinas. Julio César cuenta en su relato de las guerras en la Galia que los galos iban desnudos al combate, exceptuando sus armas, y Diodoro Sículo relata otros sucesos similares:

Algunos utilizan petos metálicos, mientras que otros van completamente desnudos al combate, confiando únicamente en la protección que brinda la naturaleza.

En cualquier caso, la representación de este galo desnudo pudo ser más una concesión del estatus de héroe, de la misma manera que se hacía con los héroes griegos, que una representación objetiva de su desnudez en combate.
El Gálata moribundo se convirtió en una de las obras más admiradas de entre las que han sobrevivido desde la antigüedad, y fue incansablemente copiada y tallada por artistas y escultores. Se cree que fue redescubierta a principios del siglo XVII durante unas excavaciones en Villa Ludovisi, junto al llamado Gálata Ludovisi o Galo suicidándose, y fue incluida en la colección de la poderosa familia romana de los Ludovisi. Muestra señales de haber sido reparada; la cabeza parece haberse roto a la altura del cuello, aunque no se sabe con certeza si fue reparada en tiempos romanos o tras su redescubrimiento en el siglo XVII.

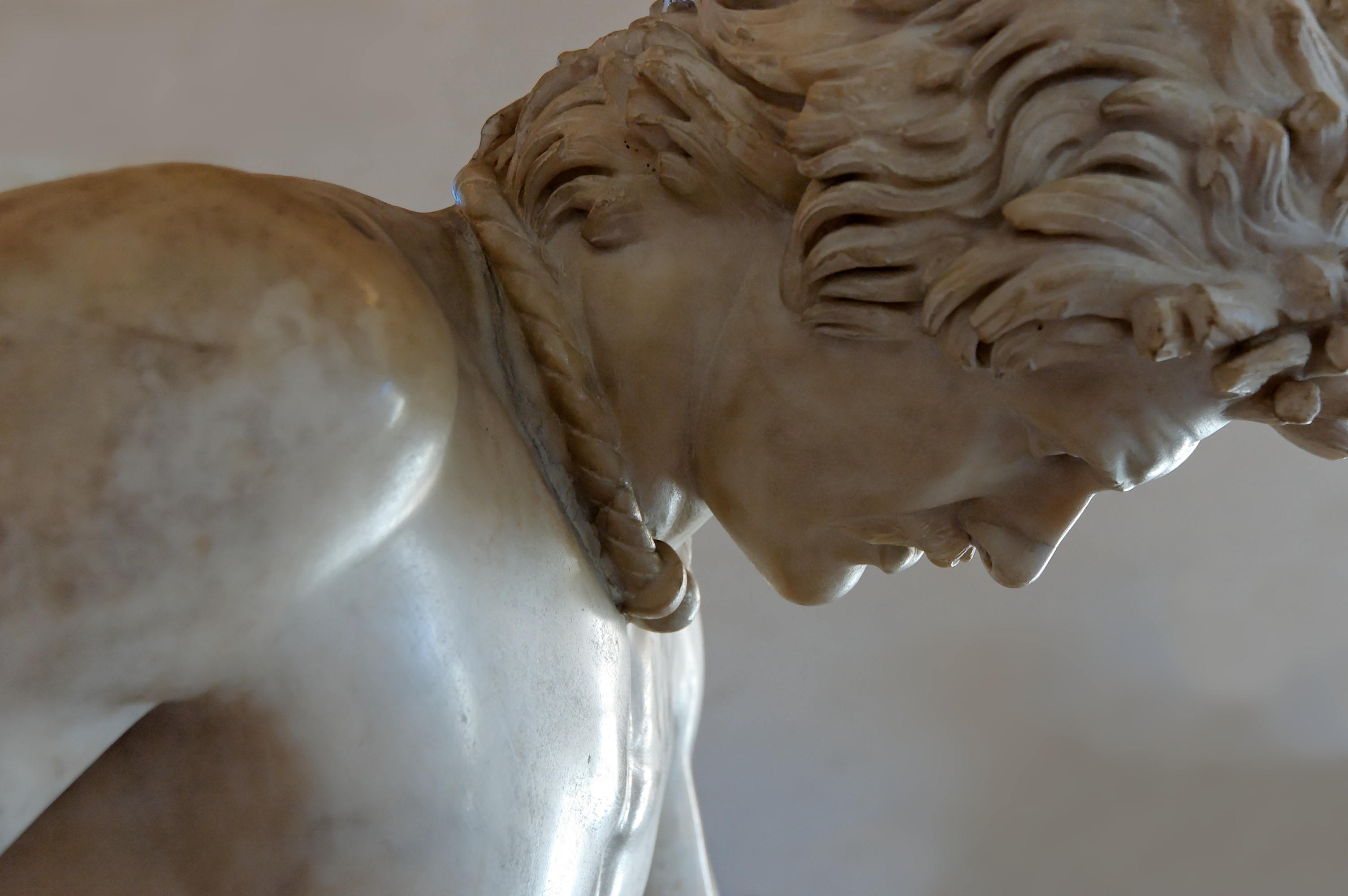
Gálata moribundo, detalle del torque.

La calidad artística y el expresivo pathos de la estatua despertaron gran admiración entre las clases educadas de los siglos XVII y XVIII, y era una visita obligada del Grand Tour europeo que emprendían algunos jóvenes de la época. Lord Byron fue uno de aquellos visitantes, conmemorando al Gálata moribundo en su poema Childe Harold's Pilgrimage (canto IV, stanzas 140–141). Fue copiado extensamente, y muchos reyes, estudiosos y gente poderosa encargaban sus reproducciones del Gálata moribundo (por ejemplo hay una copia en mármol negro en el vestíbulo de Robert Adam en la Casa Syon (Londres). Los menos pudientes podían adquirir copias de la estatua en miniatura para usarlas como adornos o pisapapeles. Muchos estudiantes de arte utilizaban también modelos de yeso a tamaño real (la Royal Academy de Londres tenía uno de éstos, hoy en día ubicado en la Courtauld Gallery).
Durante este periodo algunos malinterpretaron la estatua pensando que se trataba de un gladiador, acuñando así denominaciones alternativas y erróneas: El Gladiador herido o moribundo, Gladiador romano, Mirmillón moribundo y Trompetista moribundo.
Fue requisado por Napoleón Bonaparte por el Tratado de Campoformio (1797) durante la invasión de Italia, y llevado como trofeo a París, donde quedó expuesto. Fue devuelto a Roma en 1815 y actualmente está expuesto en los Museos Capitolinos.
Pueden verse copias de la estatua en el Museo de Arqueología Clásica de la Universidad de Cambridge, en la Leinster House de Dublín, en el Museo Nacional de Escultura de Valladolid, así como en Berlín, Praga y Estocolmo. En los Estados Unidos existen copias en la Sociedad Estatal Histórica, en Tacoma, Washington, y en la Biblioteca Redwood de Newport, Rhode Island.